# Луцій Каніній Галл
Луцій Каніній Галл (помер 1 року до н. е.) — політичний діяч Римської республіки, консул 37 року до н. е., прихильник Октавіана Августа.

## Життєпис
Походив з плебейського роду Канініїв з міста Тускулум. Син Луція Канінія Галла, народного трибуна 56 року до н. е. Про Луція Канінія мало що відомо. Не відігравав суттєвої ролі у політичному житті, беззаперечно підтримуючи тріумвірів. Завдяки цьому у 37 році до н. е. його обрано консулом разом з Марком Віпсанієм Агріпою. У 18 році до н. е. його призначено монетарієм. Відомі його монети, також карбував монети у 13-12 роках до н.е. Є монети з портретом Агріппи.

## Родина
- Батьки чи дядько Луцій Каніній Галл, який був консулом-суфектом 2 року до н. е.